# Юровичская икона Божией Матери
Юровичская икона Божией Матери (Божия Матерь Юровичская-Милосердная) — икона Богородицы. Впервые в исторических хрониках упоминается в 1630 году. Почитается чудотворной в православной и католической церквях.
Празднование в честь иконы совершается 31 августа (13 сентября) и в субботу Похвалы Богородицы (Суббота Акафиста).

## Описание иконы
Икона исполнена в церковно-художественном стиле «Богоматерь Одигитрия». По заключению экспертов, была написана в начале XVII века на территории Западной Украины, поскольку в оформлении образа заметно сильное влияние православной иконографии.

## История иконы
По преданию, весной 1673 года католический священник Мартин Торовский, направлявшийся с иконой Богоматери для проведения миссионерской деятельности на Волынь, прибыл в Юровичи (на территории современной Белоруссии). Проведя в них некоторое время, он отправился в дальнейший путь. Но  на выезде из Юрович его кони встали и ничто не могло заставить их сдвинуться с места. Пораженный священник услышал голос Божией Матери, которая сказала, что её образ должен остаться в Юровичах для укрепления здесь христианства. Проповедник остался в селе и вскоре с помощью местных жителей построил каплицу, в которую и была помещена чудотворная икона. После этого там был возведён храмовый комплекс Юровичского монастыря, куда была помещена икона.
Во второй половине XIX века последний юровичский ксендз Гуго Годзецкий, предвидя скорое закрытие царскими властями монастыря, решил сохранить чудотворную икону Божией Матери для потомков. По его просьбе талантливая художница Ядвига Кеневич изготовила точную копию иконы и ксендз тайно заменил ею оригинал, находящийся в Юровичском монастыре. Оригинал он передал на сохранение своей прихожанке Габриэле Горват, которая двадцать лет тайно хранила икону у себя, а незадолго до своей кончины в мае 1885 года передала его в иезуитский коллегиум в Кракове. С иезуитов она взяла письменное обязательство вернуть икону в Юровичи, когда там вновь появится костёл. В настоящее время оригинал чудотворного образа находится в костёле Святой Барбары в Кракове.
Список чудотворной иконы, изготовленный Ядвигой Кеневич, находился в Юровическом монастыре с 1865 по 1930 год, после этого он хранился некоторое время в одном из гомельских музеев, а в настоящее время находится в главном алтаре католического костёла Святого Михаила Архангела в Мозыре на территории Белоруссии.
Третий список Юровичской иконы Божией Матери Милосердной был чудесным образом обретен 24 апреля 2006 года в самом Юровичском православном мужском монастыре.

## Чудеса
В изданном в 1742 году в Познани богословском сочинении «Криница ласк духовных Девы Марии с гор Юровичских» приведено множество чудесных спасений, связанных с Юровичской иконой Божией Матери: это воскрешение в 1686 году во время траурной процессии сына юровичского прихожанина Пригородского, воскрешение погибшего в 1724 году при пожаре сына мозырского земского писаря Теофила Ленкевича, спасение в 1730 году утонувшего юровичского жителя Рутковского.